# Yvonne Fredriksson
Yvonne Fredriksson är en svensk ekonom och ämbetsman. Hon var generaldirektör för Energimarknadsinspektionen åren 2008–2013.

## Biografi
Fredriksson har en ekonomexamen från Handelshögskolan i Stockholm.
Den 25 oktober 2007 utsågs Fredriksson till generaldirektör för den nya myndigheten Energimarknadsinspektionen, som bildades som en utbrytning ur Energimyndigheten den 1 januari 2008 och blev en självständig tills- och expertmyndighet inom energifrågor.
När hon tillträdde som generaldirektör kom hon närmast från Finansdepartementets budgetavdelning där hon hade haft ansvar för strukturenheten. Hon hade tidigare arbetat med energifrågor i olika sammanhang, bland annat som chef för energienheten samt enheten för energi, skog och basindustri på Näringsdepartementet. Hon har också ansvarat för energifrågor i näringsutskottet i riksdagen, och varit sekreterare i 1994 års energikommission och energiöverläggningarna.
Hon efterträddes som generaldirektör för Energimarknadsinspektionen den 1 februari 2013 av Anne Vadasz Nilsson.
Efter tiden som generaldirektör gick hon i pension, men har också varit verksam som fri konsult inom energifrågor.